# Pendjabis
Cet article concerne le groupe ethnolinguistique. Pour la région, voir Pendjab. Pour la langue, voir pendjabi.
Les Pendjabis (en pendjabi : پنجابی / ਪੰਜਾਬੀ) sont un groupe ethnolinguistique associé à la région du Pendjab, parlant le pendjabi, une langue indo-aryenne.
Pendjab signifie littéralement « terre des cinq eaux » (du persan : panj (« cinq »), āb (« eaux »)). Cette région a été mentionnée chez les Grecs sous le nom de Pentapotamie, qui fut traduit plus tard en persan par les conquérants turco-persans de l'Asie du Sud et qui seront plus connus durant l'Empire moghol,. Le Pendjab est souvent qualifié de grenier à blé du Pakistan et de l'Inde,.
La coalescence de diverses tribus, castes et des habitants du Pendjab en une identité pendjabie plus large a commencé au début du XVIIIe siècle. Avant cela, le sentiment et l'idée d'une identité et d'une communauté ethnoculturelles pendjabies n'existaient pas, même si une majorité des communautés du Pendjab partageaient depuis longtemps des points communs linguistiques, culturels et ethniques,,.
Traditionnellement, l'identité pendjabie est principalement linguistique, géographique et culturelle. Son identité est indépendante de l'origine historique ou de la région, et désigne ceux qui résident dans la région du Pendjab, ou se sentent associés avec ses habitants, et ceux qui considèrent le pendjabi comme leur langue maternelle. L'intégration et l'assimilation sont des éléments importants de la culture pendjabie, puisque l'identité pendjabie n'est pas basée uniquement sur des liens tribaux. Tous les Pendjabis partagent plus ou moins un même socle culturel,.
Historiquement, les Pendjabis étaient un groupe hétérogène et se répartissaient en un certain nombre de clans appelés biradari (en) (« fraternité ») ou tribus (en), chaque personne étant liée à un clan. Toutefois, l'identité pendjabie inclut aussi ceux qui n'appartiennent à aucun de ces clans historiques. Avec le temps, les structures tribales se sont désagrégées et ont été remplacées par une société plus compréhensive et plus cohésive, alors que l'émergence d'une communauté et la cohésion sociale, formaient les nouveaux piliers de la société pendjabie.

## Répartition géographique

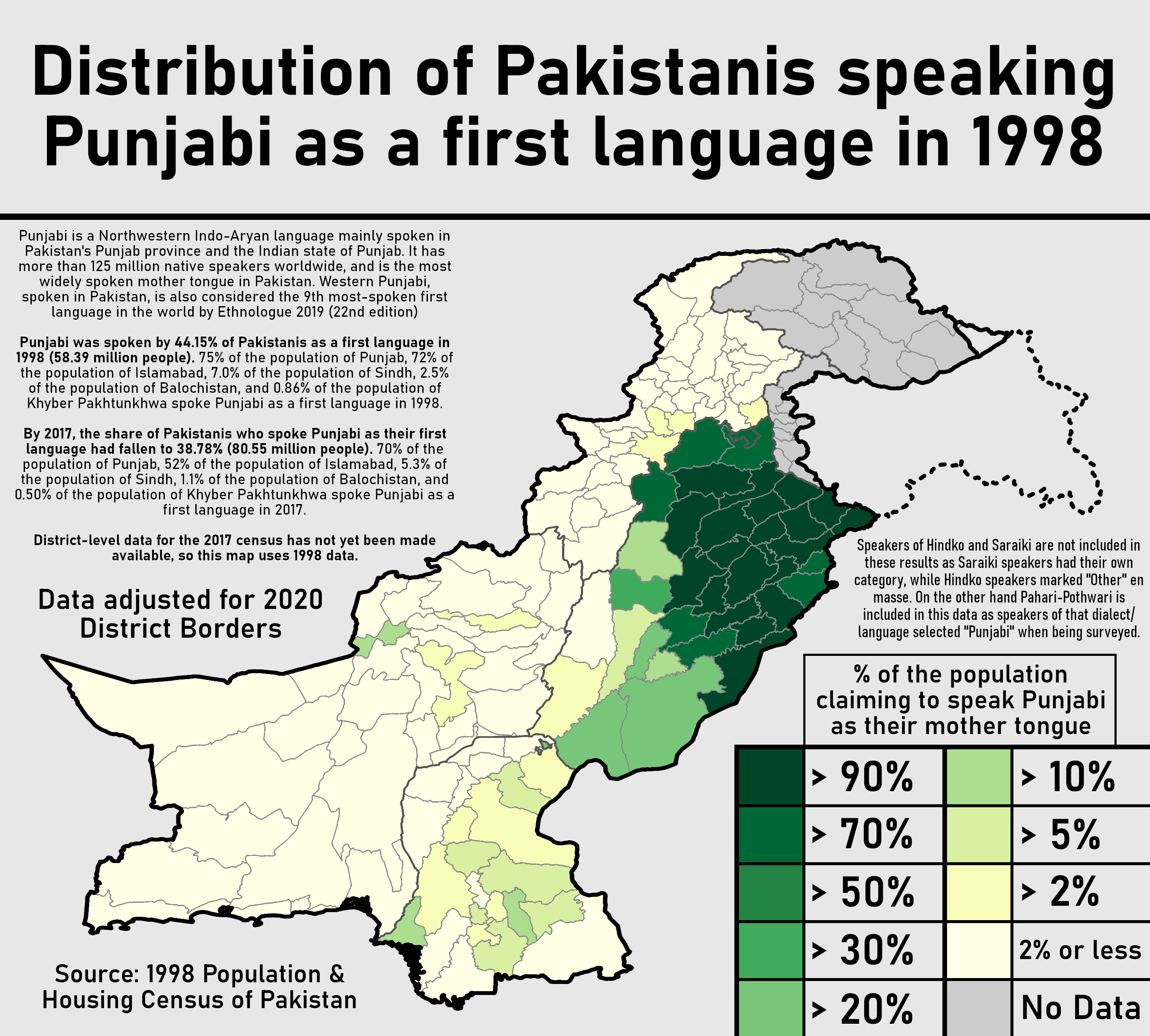
Répartition des locuteurs du pendjabi au Pakistan, en 1998.

Les trois-quarts des Pendjabis vivent au Pakistan, soit 90,5 millions d'habitants sur 121 millions. Près de 29,1 millions vivent en Inde et les autres dans les pays d'immigration, principalement au Canada, Royaume-Uni, États-Unis où ils sont environ un million.
Au Pakistan, les Pendjabis vivent essentiellement dans le nord et le centre du Pendjab, province au sein de laquelle ils cohabitent avec les Saraikis, ces derniers étant parfois assimilés au Pendjabis, parlant une langue du même groupe (lahnda). Les Pendjabis sont cependant présents dans de faibles proportions dans toutes les autres provinces du pays, en particulier dans la province du Sind et la plus grande ville Karachi, ainsi que dans le district de Quetta au Baloutchistan.
En Inde, les Pendjabis vivent essentiellement dans l’État du Pendjab.

## Démographie

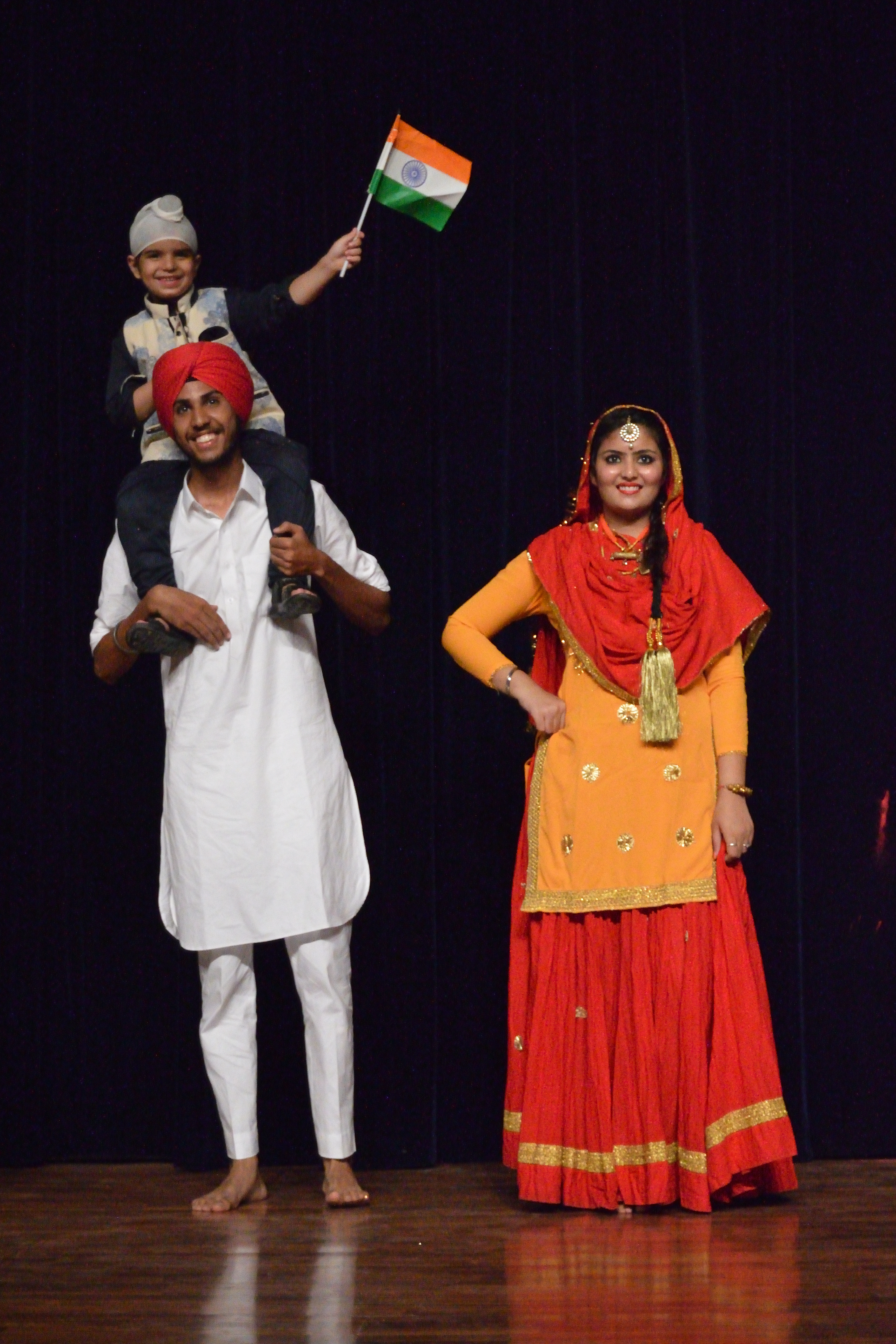
Pendjabis indiens.

Au Pakistan, les Pendjabis constituent l'ethnie majoritaire depuis la sécession du Bangladesh en 1971, comptant même historiquement pour un peu plus de la moitié de la population. Depuis le milieu des années 1950, l'élite pendjabie est vue comme dominante dans les milieux économiques, politiques et surtout militaires. Vivant dans la partie la plus urbanisée et développée du Pakistan, leur taux de fécondité est plus faible que la moyenne nationale.
Selon le World Factbook de la CIA en 2017, ils comptent pour près de 44,7 % de la population alors que leur langue le pendjabi est parlé par près de 48 % des Pakistanais. Selon les recensements nationaux de 1998 et 2017, les locuteurs du pendjabi comptent pour 44,2 % puis 38,8 % de la population. Ils sont 70 % dans la province du Pendjab, 52 % à Islamabad, 5,3 % dans le Sind, 1,13 % au Baloutchistan et 0,54 % au Khyber Pakhtunkhwa.
En 1941, le Pendjab uni sous le Raj britannique compte 53 % de musulmans, 29 % d'hindous, 15 % de sikhs et 1,5 % de chrétiens. La partition des Indes a été particulièrement violente dans le Pendjab, chaque communauté religieuse ayant vécu des campagnes d'extermination les ayant conduits à se déplacer. En Inde, les Pendjabis sont surtout sikhs (58 %) et hindous (38,5 %). Au Pakistan, ils sont essentiellement musulmans. La province pakistanaise du Pendjab compte 97,8 % de musulmans, 1,9 % de chrétiens et 0,2 % d'hindouistes en 2017.

## Culture
La culture pendjabie est la culture commune à la région historique du Pendjab, dont Lahore est généralement considérée comme la capitale culturelle. Elle transcende en grande partie les barrières nationale et religieuse. Le penjabi est la langue liée à l'ethnie, mais celui-ci est surtout écrit en shahmukhi au Pakistan et en gurmukhi en Inde.
Parmi les vêtements traditionnels, les hommes portent notamment le kurta ainsi que le salwar kameez, également porté par les femmes. La cuisine du Pendjab est également un élément commun à la culture pendjabie. Pour la musique, on peut citer le qawwalî ainsi que le bhangra.

## Personnalités

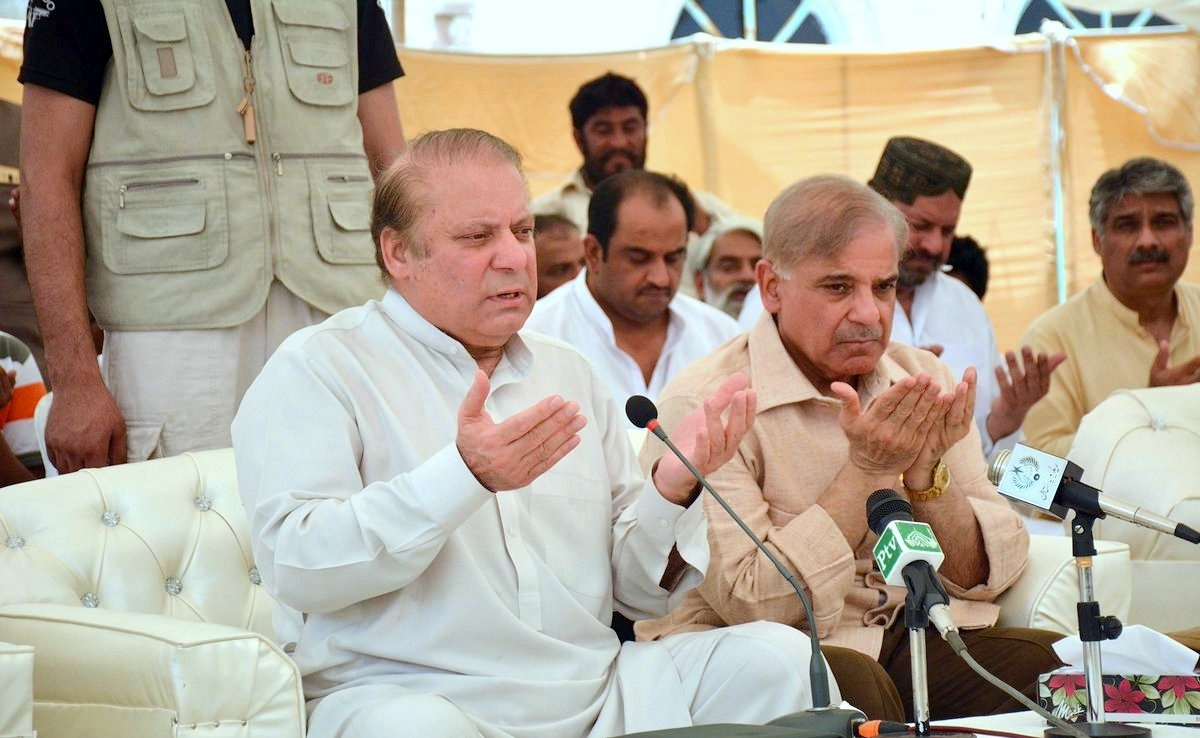
Nawaz Sharif à gauche et son frère Shehbaz Sharif à droite.

Parmi les personnalités historiques penjabies, on peut citer le philosophe et poète soufi Bulleh Shah et le fondateur du sikhisme Guru Nanak.
De nombreux Pendjabis ont marqué l'histoire du Pakistan. Depuis 1951, sept des quatorze chefs de l'armée sont Pendjabis, dont le plus long dirigeant du pays Muhammad Zia-ul-Haq ainsi que plus récemment Ashfaq Kayani, Raheel Sharif et Qamar Javed Bajwa. Parmi les présidents de la république, on peut citer Muhammad Rafiq Tarar et Mamnoon Hussain, et parmi les Premiers ministres on trouve Raja Pervez Ashraf et surtout Nawaz Sharif, figure politique depuis 1990.
Les autres Pendjabis pakistanais marquant sont notamment Mohamed Iqbal, poète et père spirituel du pays, le physicien Abdus Salam ou encore le maitre qawwalî Nusrat Fateh Ali Khan.
En Inde, de nombreux Pendjabis ont marqué la culture, à l'instar des actrices Celina Jaitley et Kareena Kapoor, l'acteur Akshay Kumar ou le journaliste Khushwant Singh.